# Alyxia angustifolia
Alyxia angustifolia är en oleanderväxtart som beskrevs av Henry Nicholas Ridley. Alyxia angustifolia ingår i släktet Alyxia och familjen oleanderväxter. Inga underarter finns listade i Catalogue of Life.